# Mir Samir
Mir Samir (en persa میرسمیر), también llamado Mir Simir o Simirdar,  es una montaña del Hindú Kush, en Afganistán.  La primera ascensión de la cima tuvo lugar en 1959, a pesar de la tradición local que decía que no se podía escalar.

## Geografía
El Mir Samir se encuentra en el lado oriental del valle superior de Panjshir, Afganistán, en la frontera de Nuristán. Se encuentra a unos 150 kilómetros al norte de la ciudad de Jalalabad y a 160 kilómetros al noreste de la ciudad de Charikar.
Hasta 1966 se creía que el Mir Samir tenía 6.059 m s. n. m., pero su altura se ha revisado a la baja hasta situarla en 5.809 m s. n. m.
Los británicos cartografiaron Afganistán durante la segunda guerra anglo-afgana del 1878 a 1880. Con enorme esfuerzo, los cartógrafos tuvieron que trabajar bajo fuego enemigo y no pudieron cruzar el Hindú Kush. En los registros figura como el cartógrafo Scott fue capaz de escalar la montaña de 15.620 pies Sikaram en Safid Koh, desde donde divisó hacia el norte "una pirámide muy por encima de las cabezas de todos los picos circundantes del Hindú Kush". El alpinista Boleslaw Chwascinski escribe que "muy probablemente" esta era el Mir Samir.

## Ascensiones
En el libro An Unexpected Light: Travels in Afghanistan Jason Elliot expone que los afganos creían que el "Mir Samir no podía ser escalado por el hombre", por lo que los extranjeros que lo habían intentado no habían tenido éxito. 
Eric Newby y Hugh Carless "casi subieron" a la cima en 1956, tal como se describe en el humorístico A Short Walk in the Hindu Kush,  aunque, en términos alpinistas, su reconocimiento del Hindu Kush fue considerado como un "esfuerzo insignificante". 
Harald Biller, líder de la expedición de reconocimiento del Hindu Kush de Nürenberg de 1959, escaló el Mir Samir junto con su mujer y sus acompañantes el 24 de julio de 1959, encontrándose con varios tramos de grado V.  En aquella época se creía que la montaña tenía 6.059 metros de altura. No sólo fue el primer ascenso del Mir Samir, sino también "el primer ascenso de una gran cumbre en Afganistán".